# Musée du 34e régiment d'infanterie
Le musée du 34e régiment d’infanterie se situe à Mont-de-Marsan, préfecture du département français des Landes, dans le pavillon Solférino de l'ancienne caserne Bosquet.

## Présentation
Le musée est inauguré le 11 novembre 2006 dans le quartier de Nonères, 130 années après l'arrivée du régiment des Landes dans la caserne Bosquet à Mont-de-Marsan en 1876.

### Historique
Au début du XXe siècle, le 34e RIL, le 234e RI et le 141e RIT ont déjà un musée, situé à l'extrémité du cercle des officiers de Mont-de-Marsan de l'époque (devenu l'Hôtel de ville de Mont-de-Marsan le 20 janvier 1946). Ce premier musée disparaît à la dissolution du 34e RI, le 31 décembre 1921, les objets sont confiés au 18e RI de Pau, avant qu'on ne perde leur trace.
Le musée renaît à la caserne Bosquet le 16 septembre 1994, grâce à des dons et recherches. Il est inauguré par le colonel Tauzin, chef de corps, et le sénateur maire de Mont-de-Marsan, Philippe Labeyrie. Le 29 novembre 1997, pour la quatrième fois au cours du XXe siècle, le régiment des Landes est dissous et son drapeau repart pour Paris. Le contenu du musée est déménagé et conservé par les membres de l'Amicale du 34e RI dans l'attente d'une future réouverture.
Dès lors, le colonel Bonifaci, ancien chef de corps du 34e RI (1986-1989) et président de l'amicale, obtient du sénateur maire la promesse d'une réouverture du musée dans la caserne Bosquet, que la ville avait construite pour lui en 1876. Le 11 novembre 2006, 130 ans après l'arrivée du régiment à Mont-de-Marsan, un musée flambant neuf est inauguré, serti dans le vieux pavillon Solférino, ancien poste de garde de la caserne Bosquet.

### Exposition permanente
Il présente l'histoire du 34e R.I. et certains de ses membres éminents, à travers des documents d'époque. Des photos montrent de jeunes soldats apprenant à nager sur des tabourets, s'entraîner au maniement de l'épée, patrouiller sur les bords de la Midouze. Le régiment, particulièrement sportif, remporta le championnat de France militaire en 1912 et 1913. On retrouve les soldats souriants au moment de la mobilisation française de 1914, puis couverts de boue et de plaies dans les tranchées dévastées. On croise l’abbé Joseph Bordes, aumônier volontaire durant la Grande Guerre, dont il sort avec la Croix de guerre et la Légion d'honneur. On retrouve également le souvenir de Marcel Canguilhem, dit Cel le Gaucher, en raison de son bras droit perdu au combat. Parmi d'autres témoignages du passé, on retrouve le brassard de FFI de Charles Lamarque-Cando, l'uniforme du caporal Marc Bareyt ou le casque troué par un éclat d'obus de Jean-Henri Brocas.
Ce musée est animé par des bénévoles, des visites commentées et gratuites sont proposées.

## Galerie

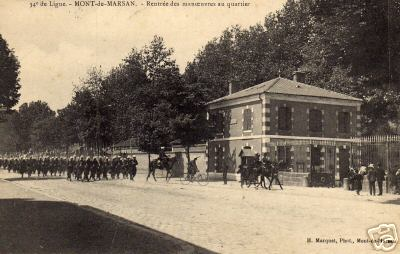
Entrée de la caserne du 34e régiment de ligne de retour des manœuvres - année inconnue, environ 1910
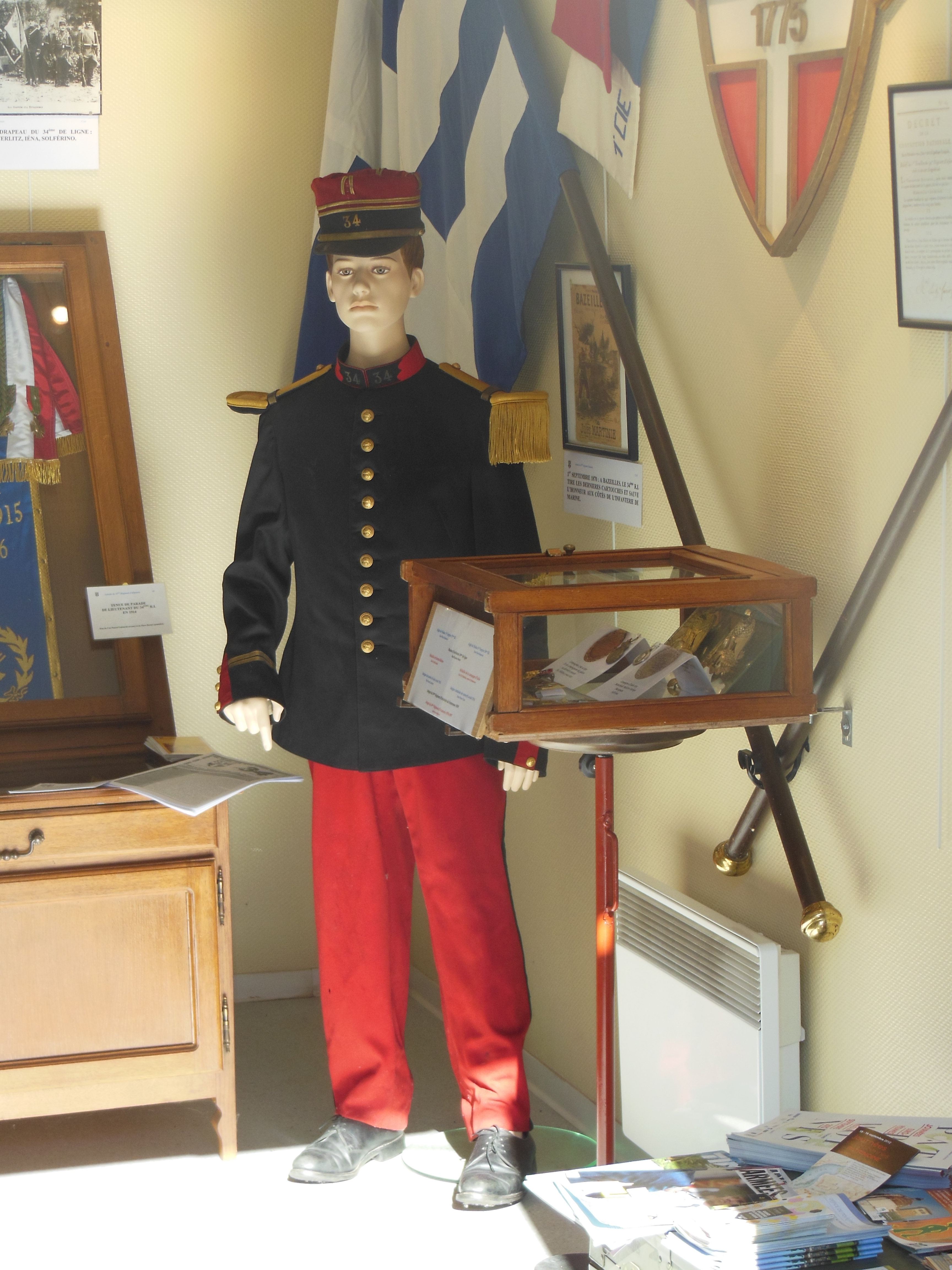
Collections du musée
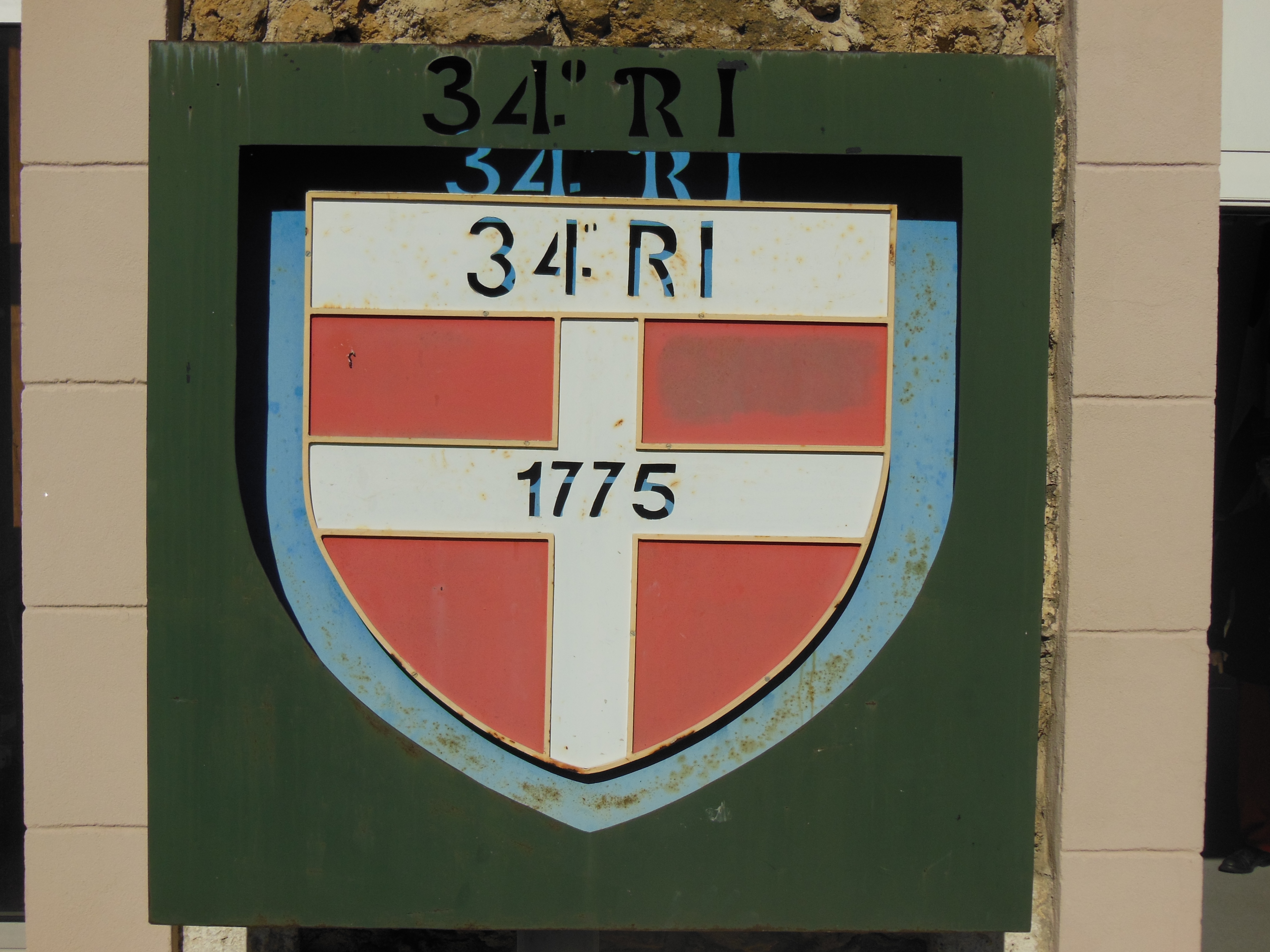
Insigne du 34e RI